# Ambre a disparu
Pour plus de détails, voir Fiche technique et Distribution.
Ambre a disparu est un téléfilm français en 2 parties de 2004. Le réalisateur est Denys Granier-Deferre, et ce téléfilm compte comme interprètes Miou-Miou et Laure Marsac. Il est diffusé en deux parties à partir du 23 février 2004 sur France 2.

## Synopsis
À huit ans, Ambre remporte le premier prix d'un concours de Mini Miss amateur organisé dans une petite vie calme. Elle disparaît mystérieusement quelques heures plus tard. L'enquête est confiée à la commissaire Eva Lorca, qui a de nombreux problèmes personnels...

## Distribution
- Miou-Miou : Eva Lorca, mère de Tony Lorca
- Laure Marsac : Pascale Mauduit, mère de Ambre et ex-compagne de Frédéric
- Annie Grégorio : Annie, baby-sitter de Tony Lorca
- Gérard Rinaldi : Daniel Gaillac, responsable des « mini miss »
- Adama Niane : Jules Survelor
- Emmanuel Patron : Frédéric Mauduit, ex-compagnon de Pascale et père d'Ambre
- Bernard Blancan : Dalle
- Maxime Dambrin (alias Raoust) : Tony Lorca, fils d'Eva
- Maaike Jansen : Sandrine Gaillac, femme de Daniel
- Jacques Boudet : Mordelles
- Audrey Caillaud : Ambre, fille de Frédéric et Pascale
- Ingrid Juveneton : Daphné
- Nathalie Bécue : Babette
- Philippe Vieux : Marvier
- Corinne Masiero : collègue et amie de Pascale
- Héléna Soubeyrand : Cyndie
- Tony Gaultier : Patrick Cormot
- Jean-Louis Foulquier : André, père d'Eva Lorca
- Yves Verhoeven : Claude Beaumont
- Corinne Debonnière : Fiancée Cormot
- Evelyne Grandjean : Thérèse Lavaud
- Catherine Sola : Irène Mauduit
- Henri Marteau : Edouard Mauduit
- Laure Sirieix : Olivia
- Olivier Chardin : Etienne Leclerc
- Alexandre Degli Esposti : Le grand garçon
- Olivier Chauvel : Le maître d'armes
- Simon Aelion : Le juge
- Marc Chouppart : Le légiste
- Jean-Marie Roulot : Jean-CLaude Espanet
- Pascale Michaud : L'employée boulangerie
- Marie-Christine Danede : Le cliente boulangerie
- Didier Constant : Le client restoroute
- Dan Réache : La cliente restoroute
- Marie Réache : Le femme anniversaire
- Jean Manifacier : L'homme anniversaire
- Roland Bideau : L'invité anniversaire
- Franck Jouglas : Le flic en tenue
- Marc Bodnar : Le flic n°1
- Olivier Beraud-Bedouin : Le flic n°2
- Olivier Vermont : Le flic n°3
- Simon Caillaux : Le flic n°4
- Jean-Claude Bolle-Reddat : Le flic n°5
- Guillaume Schiffman : Le flic postier
- Jacques Disses : Le juré n°1
- Philippe Réache : Le juré n°2
- Emmanuel Bodin : Le type labo
- Michel Frey : Paul